# IDLE
IDLE (скорочення від Integrated Development and Learning Environment) — інтегроване середовище розробки для мови Python, яке входить у стандартну реалізацію мови від версії 1.5.2b1. Доступне як додатковий пакунок у багатьох дистрибутивах Linux. Написане повністю на Python і Tkinter GUI toolkit.
Задумане як просте ІСР і орієнтоване для початківців, особливо в освітньому середовищі. З цією метою воно є кросплатформним і уникає обтяження функціями.
Відповідно до доданого файлу README, його основні функції:
- Багатовіконний текстовий редактор із підсвічуванням синтаксису, автозаповненням, розумними відступами тощо.
- Оболонка Python із підсвічуванням синтаксису.
- Інтегрований зневаджувач з покрокове виконання[en], постійними точками зупину та оглядом стека викликів.

Автор Гвідо ван Россум каже, що IDLE розшифровується як «інтегроване середовище розробки та навчання» (англ. Integrated Development and Learning Environment), а оскільки Ван Россум назвав мову Python на честь британської комедійної групи Monty Python, назву IDLE, ймовірно, також обрано частково на честь Еріка Айдла, одного з засновників Monty Python.